# Новопазарски санџак
Новопазарски санџак (тур. Yeni Pazar sancağı, од осм. тур.  преко тур. sancak — застава) је била управна јединица Османског царства, са средиштем у Новом Пазару. Постојао је у два наврата, од 1790. до 1817. године и потом од 1865. до 1902. године.

## Први Новопазарски санџак (1790–1817)
Прво оснивање Новопазарског санџака (1790) догодило се у време Аустријско–турског рата (1787–1791) и било је условљено потребама одбране у југоисточним областима Босанског санџака, које су издвојене и организоване као посебан Новопазарски санџак, у саставу Босанског пашалука. За време Првог српског устанка (1804–1813), на подручју овог санџака су вођене честе борбе између устаника и турских снага. Тек након смиривања општих прилика, Новопазарски санџак је укинут (1817) и његово подручје је враћено у састав Босанског санџака.

## Други Новопазарски санџак (1865–1902)
Вилајетским законом из 1865. године, установљен је Босански вилајет са седам санџака, од којих је један био и Новопазарски. Обухватао је казе: Нови Пазар, Сјеница, Пљевља, Нова Варош, Пријепоље, Бијело Поље са Бихором, Митровица, Беране, Колашин и Трговиште (Рожаје).
До првог трајног преуређења Новопазарског санџака дошло је услед великих политичких промена које су наступиле након аустроугарског запоседања највећег дела Босанског вилајета (1878). Иако су западне области овог санџака тада остале под турском управом, посебним турско-аустроугарским споразумом из 1879. године било је предвиђено успостављање аустроугарског војног присуства у Прибоју, Пријепољу и Бијелом Пољу. Међутим, последња одредба споразума је промењена тако што је Бијело Поље замењено Пљевљима.
Спровођењем овог споразума и доласком аустроугарских посада у Прибој, Пријепоље и Пљевља, на овом подручју је успостављено својеврсно двовлашће. Управо у то време, Новопазарски санџак је издвојен из састава Босанског вилајета и прикључен Косовском вилајету (1879). Наредне године, читава западна област око Пљеваља, Пријепоља и Прибоја издвојена је из састава Новопазарског санџака и на том подручју је створен посебан Пљеваљски санџак (1880) који је обухватао срезове (казе) Пљевља и Пријепоље, као и среску испоставу (мудирлук) Прибој. Након ове поделе, Пљеваљски санџак је остао посебна управна јединица све до краја турске власти (1912).
У међувремену, на подручју смањеног Новопазарског санџака непрестано су се сучељавале супротстављене политичке тежње Турске, Аустроугарске, Србије и Црне Горе. Из Новопазарског санџака су 1902. године издвојене казе Нови Пазар и Митровица и припојене Приштинском санџаку. У исто време, казе Беране и Рожаје пребачене су под надлежност Пећког санџака. Тада је од остатка Новопазарског санџака званично формиран Сјенички санџак, са казама: Сјеница, Бијело Поље, Нова Варош и Вранеш (Доњи Колашин). Тиме је Новопазарски санџак престао да постоји као управна јединица, али појам се одржао у употреби чак и након 1902. године.
Наследници Новопазарског санџака, санџаци Пљеваљски и Сјенички, постојали су све до Првог балканског рата (1912–1913). У јесен 1912. године, целокупно подручје оба санџака ослободиле су војске Србије и Црне Горе, чиме су и поменути санџаци престали да постоје. Коначно разграничење на ослобођеним подручјима извршено је посебним споразумом између Србије и Црне Горе који је склопљен 12. новембра 1913. године.